# Изследване на Сатурн
Планетата Сатурн е изследвана само чрез космически сонди. Подобно на другите газови гиганти и на Сатурн няма твърда повърхност, на която да се приземи спускаем апарат. Затова мисиите до планетата са основно от орбита, а апаратът Касини-Хюйгенс обикаля около Сатурн до унищожаването си на 15 септември 2017 г. чрез контролирано спускане в атмосферата на Сатурн.

## Мисии до планетата

### Пионер 11
За пръв път Сатурн е посетен през септември 1979 г. от сондата Пионер 11. Космическият апарат преминава на височина 20 хил. km от горния слой облаци на газовия гигант. Направени са фотографии с ниска резолюция на самата планета и на някои от естествените ѝ спътници. Резолюцията е прекалено малка, за да се различат някакви особености от повърхността. Направени са някои проучвания на пръстените му и е открит още един пръстен. Открит е и фактът, че тъмните участъци на пръстените са по-светли на местата, огряни от Слънцето, т.е. те съдържат материал, а не са празни. Измерена е и температурата на спътника Титан.

### Вояджър
През ноември 1980 г. Вояджър 1 посещава планетата. Апаратът изпраща първите фотографии с висока резолюция на планетата, пръстените и спътниците ѝ. Открити са много особености на спътниците на Сатурн. Контролният екип от JPL решава апратът да мине близо до Титан, заради факта че по-рано на него е открита разредена атмосфера. Направени са множество открития, но и това, че атмосферата му е непроницаема за вълните от видимия спектър и сондата не успява да заснеме детайлно особености от релефа на Титан.
Почти година по-късно през август 1981 г. Вояджър 2 продължава изучаването на системата около Сатурн. Нови още по-близки снимки са направени и са забелязани изменения в пръстените на Сатурн. Вояджър 2 сондира горните слоеве на атмосферата на планетата, за да измери темепературата и плътността ѝ. Апаратът измерва, че в най-високите слоеве температурата е 70 келвина (−203 °C), а в по-ниските е 143 келвина (−130 °C). Северният полюс е с 10 келвина по-ниска темепература, но това може да е само сезонно.
За нещастие платформата за обръщане на камерата заяжда за няколко дни и много планирани снимки не са направени. Вояджър 2 използва гравитацията на Сатурн, за да нагоди траекторията си към Уран.
Сондата открива няколко нови спътника около и в пръстените на Сатурн.

### Касини
На 1 юли 2004 г. Касини-Хюйгенс изпълнява успешно маневрата „вмъкване в орбита около Сатурн“ (Saturn Orbit Insertion). Преди това апаратът прави множество изследвания върху системата на Сатурн. През юни 2004 г. апаратът преминава близо до Феба и изпраща на Земята множество снимки и информация.
Орбитърът прави две прелитания около Титан преди да спусне сондата Хюйгенс върху повърхността му на 14 януари 2005 г. Сондата изпраща информация при спускането си в атмосферата и след падането на повърхността. През 2005 г. Касини прави множество прелитания покрай Титан и ледените спътници около него.
На 10 март 2006 г. НАСА обявява, че Касини е открил доказателства за вода в изригващите гейзери на спътника Енцелад.
На 20 септември 2006 г. Касини открива нов пръстен извън светлите главни пръстени G и E. През юли 2006 г. Касини открива доказателства за наличие на въглеводородни езера на северния полюс на Титан, което е потвърдено през януари 2007 г. През март същата години допълнителни снимки показват наличие на въглеводородни „морета“, най-голямото от които е с големината на Каспийско море.
През 2006 г. сондата потвърждава окриването на 4 нови спътника. Мисията на Касини е предвидено да приключи през 2008 г. или след 74 обиколки около Сатурн. Мисията е удължена до контролираното унищожаване на 15 септември 2017 г. в атмосферата на Сатурн.